# Safi I.

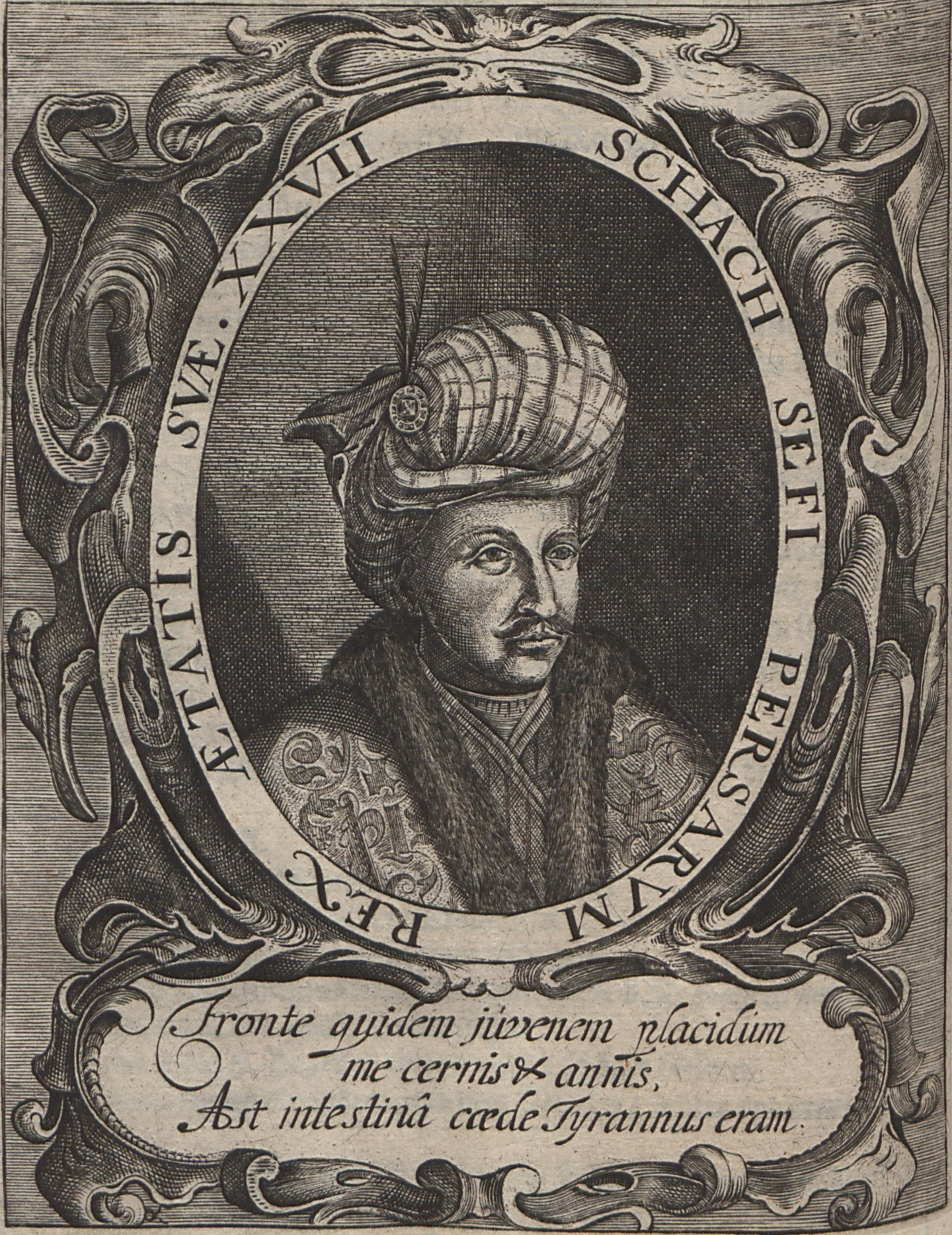
Schah Safi I.

Safi I. (* 1611; † 12. Mai 1642 in Kaschan) war von 1629 bis 1642 Schah der Safawiden im Iran.
Safi I., Nachfolger und Enkel von Abbas I., soll zur Aufrechterhaltung seiner Macht viele politische Gegner ermordet haben, auch unter Einfluss seines Großwesirs Saru Taqi. Außenpolitisch gelang ihm 1639 der Vertrag von Qasr-e Schirin mit den Osmanen. Safi I. starb 1642 in Kaschan und liegt in Qom begraben.